# 알렉산드르 코노발로프

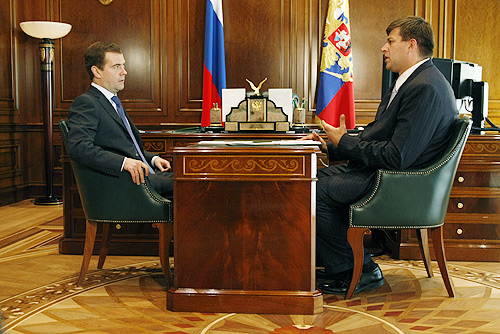
메드베데프와 코노발로프

알렉산드르 블라디미로비치 코노발로프(러시아어: Александр Владимирович Коновалов, 1968년 6월 9일~)는 러시아의 변호사이자 정치인이다. 2008년 5월부터 러시아의 법무부 장관을 맡고 있다.
소비에트 연방, 레닌그라드에서 태어났다.